# Rafael Franco
Rafael de la Cruz Franco Ojeda (Asunción, 22 febbraio 1896 – Asunción, 16 settembre 1973) è stato un militare e politico paraguaiano.
È stato Presidente del Paraguay in carica dal 18 febbraio 1936 al 15 agosto 1937.
Entrato nella Scuola Militare a quindici anni, Franco raggiunse il grado di colonnello. Fondò e comandò diversi fortini nel Chaco prima e durante la guerra con la Bolivia, venendo decorato con la Croce del Chaco, poi diresse la Scuola Militare.
Fondò il Partido de la Riforma (poi Partido Revolucionario Febrerista, di orientamento riformista) che il 17 febbraio 1936 lo portò alla presidenza della Repubblica rovesciando il regime liberale di Eusebio Ayala. Promulgò una nuova Costituzione, ma fu deposto da un nuovo colpo di Stato militare il 15 agosto 1937 e dovette tornare in esilio, lasciando il potere a Félix Paiva.